# Matt Perry
Pour les articles homonymes, voir Matthew Perry et Perry.
Pas d'image ? Cliquez ici

a Compétitions nationales et continentales officielles uniquement.

b Matchs officiels uniquement.
Dernière mise à jour le 16/02/2017.
Matthew (Matt) Brendan Perry est un joueur de rugby à XV, né le 27 janvier 1977 à Bath (Angleterre). Évoluant au poste d'Arrière (1,85 m pour 86 kg), il compte 36 sélections avec l'équipe d'Angleterre. Durant toute sa carrière, il n'aura joué que pour le club de Bath.

## Carrière
- 1996-2006 : Bath

Il doit mettre un terme à sa carrière en mars 2007 en raison d'une hernie discale, qui le handicape notamment au niveau de la jambe gauche.

## Palmarès
- Coupe d'Europe : 1998

## Sélection nationale
- 36 sélections avec l'équipe d'Angleterre
- 50 points
- 10 essais
- 1er match le 15 novembre 1997 contre l'équipe d'Australie et dernier match le 7 avril 2001 contre l'équipe de France